# Pseudotaquilita

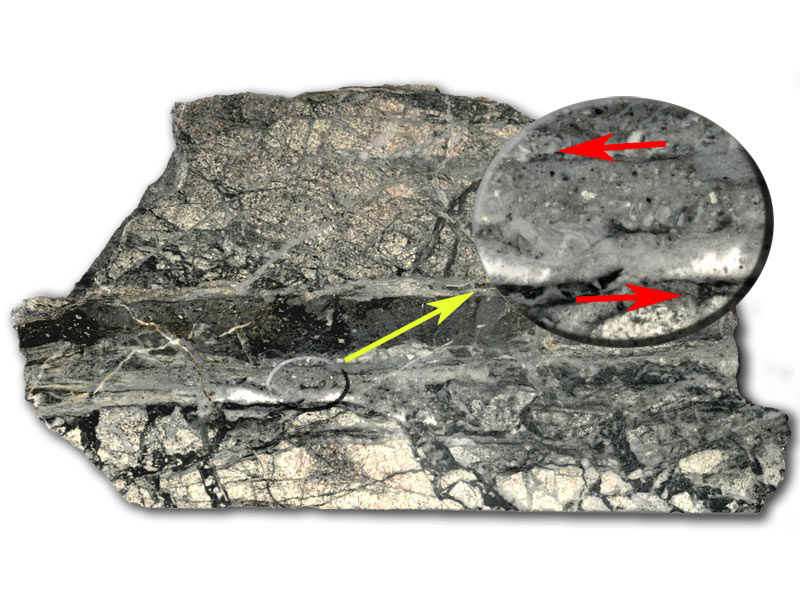
Pseudotaquilita del astroblema de Rochechouart-Chassenon.

Las pseudotaquilitas son rocas formadas por vidrio que rellenan venas y que se encuentran asociadas a fallas y cráteres de impacto. Se generan por la acción de presiones o fricciones elevadas sobre rocas que contengan cuarzo. También se han documentado en corrimientos de tierras de gran magnitud.